# Elinor Ostrom
Elinor Ostrom (geboren als  Elinor Claire Awan) (Los Angeles, 7 augustus 1933 – Bloomington (Indiana), 12 juni 2012) was een Amerikaans politieke wetenschapper en Nobelprijswinnaar. In 2009 kreeg ze als eerste vrouw de Prijs van de Zweedse Rijksbank voor economie (samen met Oliver E. Williamson) voor de analyse van economisch bestuur, vooral voor gemeenschappelijke voorraden (de commons). Ze was hoogleraar aan de Universiteit van Indiana in Bloomington en oprichtster en directeur van het onderzoekscentrum voor institutionele diversiteit aan de Arizona State University. In januari 2018 is het nieuwe gebouw van de faculteit der Managementwetenschappen aan de Radboud Universiteit Nijmegen naar haar vernoemd.

## Opleiding
Elinor Claire Awan groeide op in Los Angeles. Haar ouders, een protestantse muzikante en een joodse decorontwerper, hadden het niet breed en zijn vroeg gescheiden. Ze ging naar de Beverly Hills High School vlak bij haar huis. Net zoals haar klasgenoten wilde ze naar een college. In haar familie was dit een buitengewone keuze, maar ze kon deze opleiding bekostigen door zwemles te geven. In 1954 behaalde ze haar Bachelor of Arts in politieke wetenschappen na slechts drie jaar aan de UCLA, door regelmatig cursussen in de zomer te boeken. Ze kon geen PhD in economie volgen omdat ze op de highschool geen meetkunde had gekregen. Daarom werd ze eerst Master of Arts (1962) en daarna PhD (1965) in politieke wetenschappen. In 1963 trouwde ze met Vincent Ostrom.
Elinor Ostrom werkte mee aan onderzoek over de politieke en economische omgang met grondwater in Californië, met name de West Basin. Hierbij viel haar op dat gedeelde hulpbronnen voor een groep mensen zeer lastig te beheren zijn. Haar man en andere onderzoekers stelden in "The organization of government in metropolitan areas" (1961) dat polycentrisme in tegenstelling tot centralisatie een veelbelovende strategie was. Omdat dit de standpunten van hun werkgevers tegensprak, verlieten de Ostroms de UCLA en verhuisden naar Bloomington (Indiana), waar beiden aan de Indiana University gingen werken. Elinor Ostrom bleef haar hele leven onderzoeker en werkte zelfs op de dag voor haar dood (ze leed sinds oktober 2011 aan alvleesklierkanker) nog met andere onderzoekers aan wetenschappelijke publicaties.

## Commons
Elinor Ostrom is bekend om haar werk op het gebied van commons: terwijl economen er lang van uit gingen dat gemeenschappelijk gebruik van natuurlijke hulpbronnen automatisch tot overmatig gebruik en uitputting hiervan moest lijden (de tragedie van de meent), kwam Elinor Ostrom tot een tegengestelde conclusie na onderzoek onder kleine groepen die dit probleem onderling opgelost hadden. De volgende stelling is daarom bekend als de wet van Ostrom: een ordening van hulpbronnen die in de praktijk werkt, kan ook in theorie werken.
Volgens Ostrom zijn er 8 "design principes" voor stabiel beheer van gedeelde hulpbronnen:
1. Duidelijke gedefinieerde grenzen van wat de gemeenschappelijke middelen zijn en wie de gebruikers zijn
2. Aanpassing aan lokale omstandigheden
3. Gemeenschappelijke besluitvorming door de bezitters
4. Toezicht door of in opdracht van de bezitters
5. Graduele strafmaatregels bij overtreding
6. Goedkope en laagdrempelige arbitrage bij geschillen
7. Zelfbeheer van de gemeenschap en erkenning door hogere autoriteiten
8. Voor grootschalige commons bronnen een gelaagd systeem met lokale groepen

Het onderzoek naar commons maakt deel uit van het raamwerk van sociaal-ecologische systemen, een actief gebied van onderzoek waar zelfbeheer en commons een belangrijk deel van uitmaken.